# Rondibilis vittata
Rondibilis vittata es una especie de escarabajo longicornio del género Rondibilis, tribu Acanthocinini, subfamilia Lamiinae. Fue descrita científicamente por Gahan en 1894.

## Descripción
Mide 8 milímetros de longitud.

## Distribución
Se distribuye por Birmania.